# Ivan Klíma

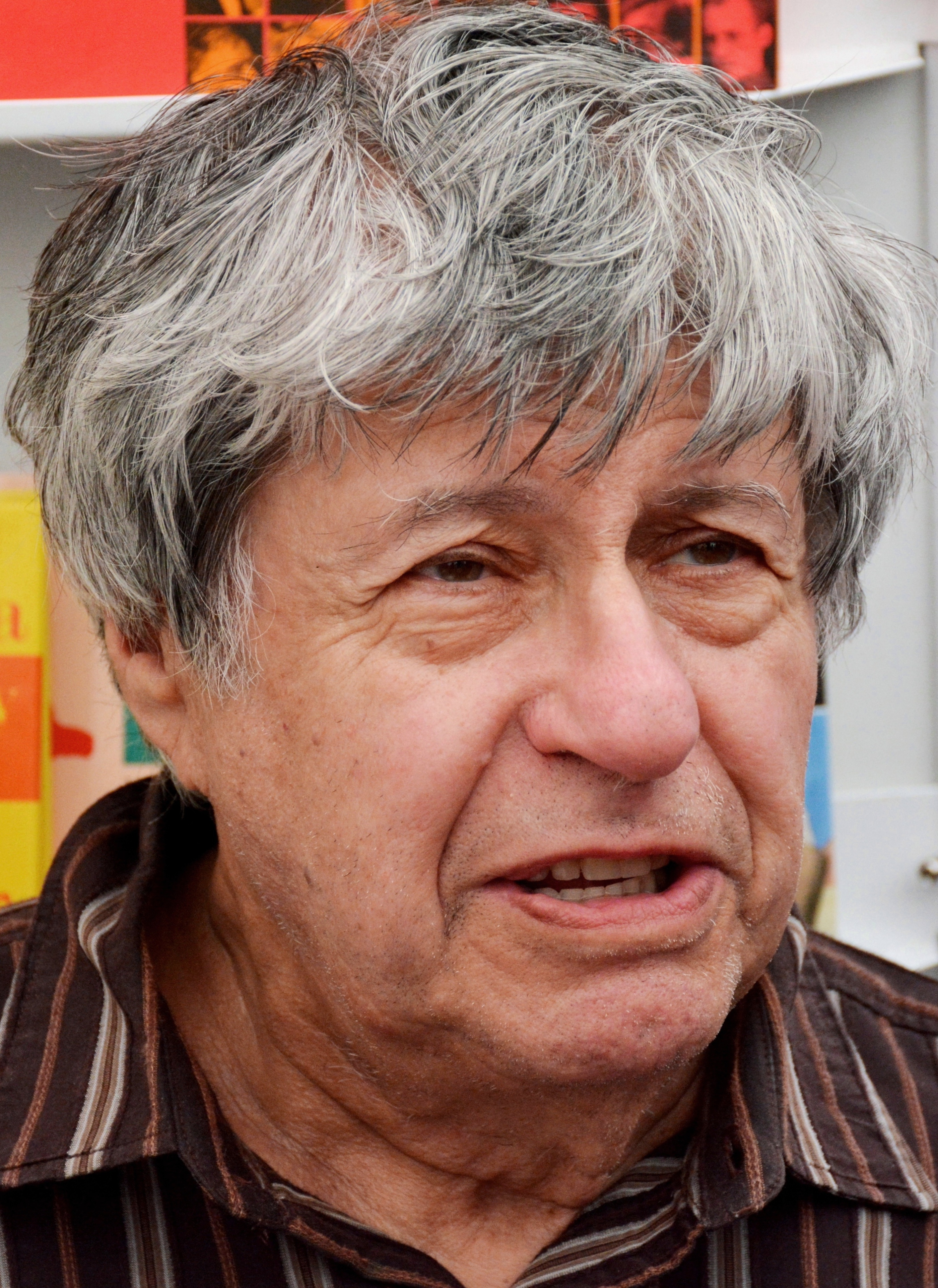
Ivan Klíma 2015.

Ivan Klíma född 14 september 1931 i Prag, är en tjeckisk författare och dramatiker.  

## Biografi
Ivan Klímas tidiga barndom i Prag var lugn och trygg, men detta förändrades i och med den tyska ockupationen av Tjeckoslovakien 1938 efter Münchenavtalet. I november 1941 fördes först hans far och senare i december han hans mor och bröder till koncentrationslägret Theresienstadt, där han befann sig till Röda arméns befrielse i maj 1945. Både han och hans föräldrar överlevde. 
Efter befrielsen studerade han politik och ekonomi men övergick snart till att i stället studera tjeckiska språket och litteraturen vid Karlsuniversitetet i Prag. 1956–1959 var han redaktör på veckotidningen Kvety. Från 1964 skrev han för flera tidningar tills han 1967 uteslöts ur Tjeckoslovakiens kommunistiska parti och fick publiceringsförbud vid Warszawapaktländernas invasion 1968. 1969–1970 var han docent vid University of Michigan.

### Dramatik
- Zámek, 1964
- Mistr, 1967, premiär 1970 i New York
- Cukrárna Miriam, 1968
- Porota, 1968
- Amerika, 1974,
- Ženich pro Marcelu
- Pokoj pro dva
- Hromobití

### Utgivet på svenska
- En kärlekssommar (Milostné léto) (översättning från tyskan: Ingrid Börge, Coeckelberghs, 1976) (filmatiserad 1979 - se En kärleks sommar)
- Älskande för en natt - älskande för en dag (Milenci na jednu noc - milenci na jeden den) (översättning Eva Marstrander-Modin, Coeckelberghs, 1977)
- Maktspelet (Porota; Malomocní; Za popelnicemi) (översättning Karin Mossdal, Coeckelberghs, 1978)
- Mina glada morgnar (Ma vesela jitra) (översättning Karin Mossdal, Coeckelberghs, 1981)
- Fritta, Bedřich: Det här är ingen saga (bilder av Bedřich Fritta, text av Ivan Klíma, översättning Katarina Janouch, Askelin & Hägglund, 1982)
- Tal över muren (översättning Karin Mossdal, Charta 77-stiftelsen, 1984)
- Mina första kärlekar (Moje první lásky) (översättning Karin Mossdal, Bromberg, 1985)
- Otrogen i Prag (Láska a smetí) (översättning Karin Mossdal, Bromberg, 1989). Ny upplaga 1990 med titel Kärlek och sopor
- Domare på nåder (Soudce z milosti) (översättning Karin Mossdal, Bromberg, 1990)
- Mina gyllene yrken (Moje zlatá řemesla) (översättning Karin Mossdal, Bromberg, 1993)
- I väntan på mörker, i väntan på ljus (čekání na tmu, čekání na světlo) (översättning Karin Mossdal, Bromberg, 1994)
- Inga helgon, inga änglar (Ani svatí, ani andělé) (översättning Karin Mossdal, Bromberg, 2000)
- Mitt älskade Prag (översättning Karin Mossdal, Bromberg, 2002)
- Ministern och ängeln (Premiér a anděl) (översättning Karin Mossdal, Bromberg, 2004)

## Priser och utmärkelser
- Franz Kafka-priset 2002